# Massoulès
Massoulès ist eine französische Gemeinde mit 201 Einwohnern (Stand 1. Januar 2022) im Département Lot-et-Garonne in der Region Nouvelle-Aquitaine (vor 2016: Aquitanien). Die Gemeinde gehört zum Arrondissement Villeneuve-sur-Lot und zum Kanton Le Pays de Serres.
Der Name der Gemeinde könnte sich vom lateinischen mansio sola (deutsch einsames oder isoliertes Haus) ableiten. Er könnte aber auch vom okzitanischen mas sol (deutsch Haus der Sonne) stammen.
Die Einwohner werden Massoulessois und Massoulessois genannt.

## Geographie
Massoulès liegt circa 16 Kilometer südöstlich von Villeneuve-sur-Lot in dessen Einzugsbereich (Aire urbaine) in der historischen Provinz Agenais an der östlichen Grenze zum benachbarten Département Tarn-et-Garonne.
Umgeben wird Massoulès von den sieben Nachbargemeinden:
| Auradou  | Penne-d’Agenais                             | Valeilles (Tarn-et-Garonne)           |
| Frespech | Kompassrose, die auf Nachbargemeinden zeigt | Saint-Beauzeil (Tarn-et-Garonne)      |
|          | Massels                                     | Saint-Amans-du-Pech (Tarn-et-Garonne) |

Massoulès liegt im Einzugsgebiet des Flusses Garonne. Der Merlet, ein Nebenfluss des Boudouyssou, entspringt auf dem Gebiet der Gemeinde. Die Tancanne, ein weiterer Nebenfluss des Boudouyssou, bildet die natürliche Grenze zur südöstlichen Nachbargemeinde Saint-Amans-du-Pech.

## Geschichte
Der Landstrich ist seit der Urgeschichte besiedelt, wie Funde von Werkzeugteilen aus dieser Epoche im Weiler Calvignac belegen, bei dem eine Aufzeichnung einen Steinbruch an einem nicht näher bestimmten Ort beschreibt.
Die Pfarrgemeinde von Calvignac ist im 13. Jahrhundert in den Schriften erwähnt worden. Ihre Pfarrkirche wurde im 11. Jahrhundert erbaut und im 16. Jahrhundert von Protestantischen Truppen während der Hugenottenkriege teilweise zerstört. Sie besaß Wandmalereien mit der Besonderheit, dass sie aus nur zwei Farben, gelb und rot, bestand. Die schwarze Farbe wurde nur bei Strichen verwendet. Die Pfarrkirche wurde in der Folge wieder instand gesetzt, und die Pfarrgemeinde von Calvignac behielt ihre Autonomie bis zur Französischen Revolution. Ein anderes Dokument aus dem Jahre 1252 bekundet, das ein gewisser X. Arnaud de Lascombes die Einkünfte der Pfarrgemeinde an den Bischof von Agen vergab. Lacombes gelangte in der Folge in den Besitz der Familien von Jean Bonal in der Mitte des 15. Jahrhunderts, von Delard de Rigoulières und schließlich Bernard de Lustrac am Ende des 15. und zu Beginn des 16. Jahrhunderts.

## Einwohnerentwicklung
Nach Beginn der Aufzeichnungen erreichte die Einwohnerzahl zu Beginn des 19. Jahrhunderts einen Höchststand von rund 460. In der Folgezeit sank die Größe der Gemeinde bei kurzen Erholungsphasen bis zu den 1960er Jahren auf zunächst rund 155 Einwohner. In der Folgezeit konnte sich die Zahl der Einwohner auf rund 200 stabilisieren.
| Jahr      | 1962 | 1968 | 1975 | 1982 | 1990 | 1999 | 2006 | 2011 | 2022 |
| --------- | ---- | ---- | ---- | ---- | ---- | ---- | ---- | ---- | ---- |
| Einwohner | 153  | 172  | 157  | 204  | 186  | 177  | 202  | 202  | 201  |

## Sehenswürdigkeiten

### Pfarrkirche Saint-Pierre-ès-liens
Vom einfachen romanischen Bau, der vielleicht aus der ersten Hälfte des 12. Jahrhunderts stammt, haben nur die Apsis und der Triumphbogen des Chors die Jahrhunderte überdauert. Am Ende der Gotik wurde an der Südseite eine Kapelle angebaut. Dies erfolgte wahrscheinlich zu Beginn des 16. Jahrhunderts wie Ornamente und der Schlussstein des Gewölbes vermuten lassen. Das Langhaus ist zweifellos zur gleichen Zeit ausgebessert worden, wie am westlichen, gedrückten Gurtbogen zu sehen ist. Ein Sakramentshaus ist im 16. Jahrhundert in die Wand des Chors eingelassen. Der Glockenturm wurde im Jahre 1720 errichtet, wie die entsprechende Jahreszahl auf dem Schlussstein des westlichen Eingangs belegt. Im Jahre 1739 führte der Maurer Jean Bongrat Reparaturarbeiten am Langhaus zum Lohn von 1.161 Livre aus. Die Sakristei mit ihrem Tonnengewölbe aus Bruchsteinen könnte zur gleichen Zeit an der Nordseite angebaut worden sein. Die letzten Ausbauten datieren aus dem 19. Jahrhundert. Die südliche Sakristei wurde vom Maurer Antoine Campagnol im Jahre 1855 gebaut, die nördliche Kapelle kurz vor 1874 als Kopie der südlichen. Gleichzeitig wurden die früheren Maueröffnungen, rundbogenförmig im Chor und segmentbogenförmig in der südlichen Kapelle, zugemauert und neue Maueröffnungen im neugotischen Stil in die Wände eingelassen.
Im Süden und Osten umsäumt der Friedhof die Kirche. Der rechteckige Glockenturm besitzt ein flaches Zeltdach. Südlich schließt sich die Vorhalle mit einem Pultdach an. Das Langhaus ist mit einem Tonnengewölbe, die Seitenkapellen mit vierteiligen Kreuzrippengewölben, der Chor mit einem Kesselgewölbe versehen. Der Triumphbogen und die Gurtbögen und Arkaden des Langhauses sind aus Werksteinen errichtet. Die Dächer aller Gebäudeteile sind mit Hohlziegeln gedeckt.
Eine erste Dokumentation über das Mobiliar der Kirche erfolgte im Jahre 1668. Dort wird die Kirchenausstattung als komplett beschrieben. Der Hauptaltar besaß einen großen Tabernakel und drei große Gemälde mit den Darstellungen des gekreuzigtem Christus mit den Heiligen Petrus und Antonius, der Auferstehung Jesu Christi und eines Ecce homo. Der Altar in der Südkapelle, der dem heiligen Antonius geweiht war, war mit einem steinernen Retabel und zwei Gemälden verschönert. Die Kirchenausstattung aus dieser Zeit hat die Französische Revolution nicht überdauert. In den 1820er Jahren wurde ein neuer Tabernakel erworben, im Jahre 1821 eine neue Glocke und ein Beichtstuhl. Weitere Ausstattungsgegenstände kamen nach der Errichtung der nördlichen Seitenkapelle am Ende des 19. Jahrhunderts hinzu, zwei Nebenaltäre im neugotischen Stil und ein neuer Hauptaltar im neuromanischen Stil, eine Chorschranke, ein Kreuzweg, zwei Glasfenster aus der Werkstatt Goussard aus Condom und zahlreiche Statuen. Die einzigen älteren Objekte sind ein Kapitell aus dem 12. Jahrhundert, das heute als Weihwasserbecken genutzt wird, und eine vergoldete Statue aus Holz mit der Darstellung Marias mit Jesuskind aus dem 18. Jahrhundert. Diese sind seit dem 21. März 1967 bzw. seit dem 7. Mai 1968 als Monument historique der beweglichen Güter klassifiziert.

### Kirchenruine Saint-Martin in Calvignac
Der erste einfache romanische Bau datiert vermutlich aus dem 12. Jahrhundert. Er besaß eine Apsis, die mit Konsolen mit Darstellung von Köpfen verziert war, und einem Chor, dessen Triumphbogen einen Glockengiebel stützte. Die nördliche Seitenkapelle mit einem Kreuzrippengewölbe, die dem heiligen Eutropius geweiht war, wurde am Ende des 15. Jahrhunderts errichtet. Eine Wandmalerei mit der Darstellung von Szenen der Passion bedeckte die Wände. Kurz vor 1572 wurde die Kirche von Protestantischen Truppen verwüstet und am Ende des 16. Jahrhunderts teilweise repariert. Der Bauzustand der Kirche verschlechterte sich jedoch in der Folge. Sie wurde mit ihrem Nebengebäuden am 25. August 1872 an Antoine Clauzière aus Massoulès verkauft. 1883 war das Langhaus inzwischen eine Ruine und das Gewölbe der Kapelle eingefallen. Im Laufe des 20. Jahrhunderts wurden die Ruinen weiter abgetragen, und heute existiert von der Kirche nur noch ein Fragment der Apsis.

### Festes Haus im Weiler Latourre
Er wurde als Wachtturm im 12. oder 13. Jahrhundert über dem Talende eines Nebenflusses der Tancanne errichtet. Im 19. Jahrhundert wurde das Gebäude abgesenkt und mit einem Pultdach versehen. Er besitzt heute vier Geschosse, von denen das Sockelgeschoss und die beiden oberen mit Schießscharten versehen sind. Der Eingang, der Zugang zum Sockelgeschoss gewährt, besitzt eine sehr breite Archivolte.

### Festes Haus im Weiler Lascombes
Das in oberen Partien des Gebäudes sichtbare Mauerwerk lässt seine Errichtung am Rand einer Anhöhe mit einiger Wahrscheinlichkeit auf das 13. Jahrhundert datieren. Zu Beginn des 17. Jahrhunderts wurde seine Tiefe verdoppelt. Gleichzeitig wurde ein Eingang und eine Treppe, Kamine und Fensteröffnungen eingerichtet. Der Turm und der Wohntrakt besitzt heute Kreuzstockfenster, Zwillingsfenster und Fenster mit abgeschrägter Laibung auf den drei Geschossen. Die Treppe mit einem Tonnengewölbe ist aus dem Gestein gehauen worden und führt in den Keller. Die Küche befindet sich im Sockelgeschoss, der große Saal darüber.

## Wirtschaft und Infrastruktur

### Verkehr
Massoulès ist erreichbar über die Routes départementales 229 und 246.